# Ginga Densetsu Weed: Orion
Ginga Densetsu Weed: Orion (銀牙伝説WEEDオリオン Ginga Densetsu Wīdo: Orion?, bokst. Silver huggtandslegenden Weed: Orion) är uppföljare till Weed – Silver Fangs son, en manga serie av Yoshihiro Takahashi. Det är en historia om Weeds valpar Orion, Sirius, Rigel och Bellatrix. Kapitel började komma ut i tidningen Manga Goraku 24 juli 2009. Serien slutade 2014.

## Seriefigurer
Orion (オリオン Orion?) (Akita Inu/Kishu blandrashund)  Hans päls är rödbrun, just precis som sin farfarsfar Riki och sin farbror Yukimura. Han är självisk och är ful i munnen. Daisuke namngav honom efter stjärnbilden Orion.
Bellatrix (ベラトリクス Beratorikusu?) (Akita Inu/Kishu blandrashund) Weeds enda dotter. Hennes päls är vittigrerad (med silverränder). Hennes smeknamn är "Bella" (förkortning av Bellatrix). Daisuke namngav henne efter stjärnan Bellatrix.
Rigel (リゲル Rigeru?) (Akita Inu/Kishu blandrashund) En av Weeds tre söner. Hans päls är svart och vit. Daisuke namngav honom efter stjärnan Rigel.
Sirius (シリウス Shiriusu?) (Akita Inu/Kishu blandrashund) En av Weeds tre söner. Hans päls är silvertigrerad som sin far Weed, farbror Joe och farfar Gin. Daisuke namngav honom efter stjärnan Sirius.